# Zofia Dzierżyńska

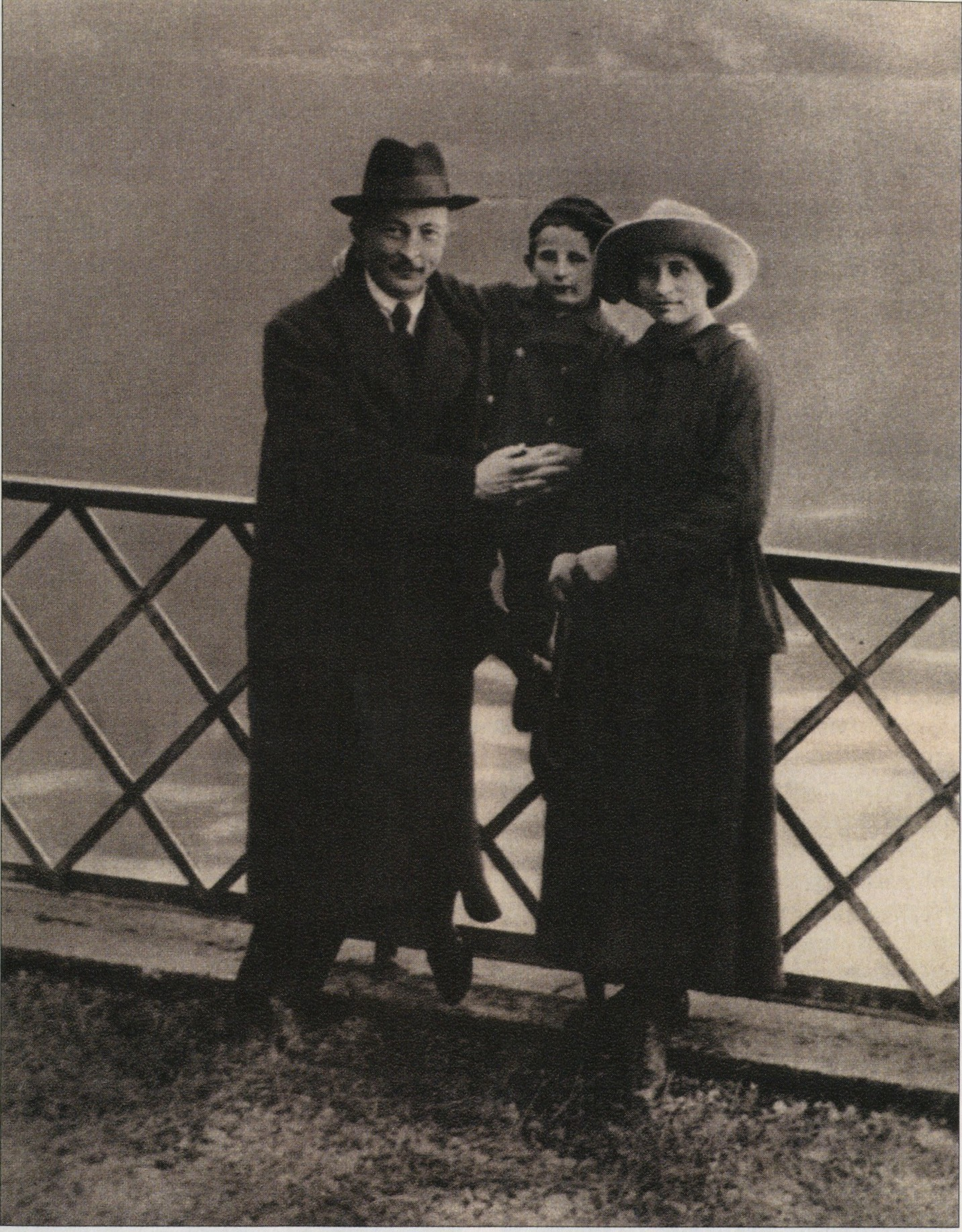
Feliks Dzierżyński i Zofia Dzierżyńska z synem Janem w Lugano, październik 1918

Zofia Julia Dzierżynska z domu Muszkat (ur. 4 grudnia 1882 w Warszawie, zm. 27 lutego 1968 w Moskwie) – działaczka komunistyczna, nauczycielka, żona Feliksa Dzierżyńskiego.

## Życiorys
Od 1904 związana z Socjaldemokracją Królestwa Polski i Litwy. Aresztowana za działalność partyjną w 1906 i ponownie w 1909, została wydalona administracyjnie z granic Imperium Rosyjskiego. Jako aktywistka SDKPiL poznała, a następnie poślubiła, Feliksa Dzierżyńskiego. Ślub odbył się w Krakowie 10 listopada 1910 w kościele św. Mikołaja. Z ich związku 23 czerwca 1911 przyszedł na świat jedyny syn, Jan. Zofia Muszkat urodziła go uwięziona na Pawiaku. Następnie zesłana na Syberię do guberni irkuckiej. Jej syn, dzięki pomocy Janusza Korczaka, w lutym 1912 trafił do prywatnego zakładu dla niemowląt pani Sawickiej. Następnie, na przełomie maja i czerwca tegoż roku, zaopiekował się nim brat Zofii, Marian Muszkat.
Od września 1918 do lutego 1919 była sekretarzem radcy misji bolszewickiej w Bernie, następnie wyjechała do Moskwy, gdzie mieszkała do śmierci. W latach 1919–1920 pracowała w różnych biurach sowieckich ds. polskich, które zajmowały się przejęciem władzy w Polsce przez komunistów. Po klęsce wojsk bolszewickich w Polsce w 1920 została kierowniczką polskojęzycznej szkoły im. Róży Luksemburg w Moskwie (do 1922), a w 1923–1924 wykładała w Komunistycznym Uniwersytecie Mniejszości Narodowych Zachodu w Moskwie. W latach 1924–1928 była sekretarzem Biura Polskiego Komitetu Centralnego Rosyjskiej Komunistycznej Partii (bolszewików). Jednocześnie była członkiem redakcji pisma Ku nowej szkole, a następnie Trybuny Radzieckiej (1927–1937) i Kultury Mas (1929). W 1927 brała udział w IV Zjeździe Komunistycznej Partii Polski pod Moskwą. W latach 1928–1934 była pracownikiem naukowym Instytutu Lenina, a od 1937 redaktorem odpowiedzialnym w polskich sekcjach Towarzystwa Wydawniczego Robotników Zagranicznych w ZSRR, później w Państwowym Wydawnictwie Literatury. W językach obcych pod jej redakcją wydano siedem tomów Dzieł wybranych Włodzimierza Lenina. W latach 1939–1943 pracowała w Komitecie Wykonawczym Kominternu (Międzynarodówki Komunistycznej) (IKKI), zajmując się sprawami polskimi, a po jej rozwiązaniu w KC WKP(b). 
W 1941 władze sowieckie mianowały ją kierownikiem polskojęzycznej rozgłośni propagandowej im. T. Kościuszki, w 1944 przedstawicielem w tajnym Centralnym Biurze Komunistów Polski w ZSRR przy Komitecie Centralnym WKP (b).
W 1946 przeszła na emeryturę. Do Polski nie wróciła, ale odwiedziła ją trzykrotnie jako oficjalny gość rządu: w 1948 z okazji powstania PZPR, w 1950 z okazji sprowadzenia prochów Juliana Marchlewskiego z Berlina do Warszawy i w 1951 z okazji obchodów 25-lecia śmierci swojego męża. W 1969 wydano w tłumaczeniu na język polski jej wspomnienia zatytułowane Lata wielkich bojów (opublikowane przez oficynę Książka i Wiedza).
Była trzykrotnie odznaczona Orderem Lenina, a w 1955 za aktywną działalność rewolucyjną polskim Orderem Sztandaru Pracy I klasy.
Zmarła jako zasłużona działaczka komunistyczna, przeżywszy o 42 lata swojego małżonka. Pochowana na Cmentarzu Nowodziewiczym w Moskwie.